# Народно читалище „Гоце Делчев“
Читалище „Гоце Делчев“ в София е създадено в 1920 година от кукушки бежанци, живеещи главно в Ючбунар. През 1932 година се обединява с читалище „Тодор Александров“ от квартал „Разсадника“, създадено от други македонски бежанци, главно гевгеличани.

## История
Създадено е в началото на 1920 година от кукушки младежи. Сред основателите са Борис Понев, Никола Гугушев, Аспарух и Александър Чичеклиеви, Кирил Владимиров, Димитър Бучков, Гоце Дарев, Георги Гошев, Динчо Хаджиминев, Никола Гърков, София Чанова и други. Те събират художествени и научни книги и така поставят началото на читалищния книжен фонд. Читалището се помещава в малка стая, отстъпена безвъзмездно от братя Чичеклиеви.
В читалищната дейност се включват и Христо Смирненски, Никола Дзанев, Димитър Хаджимитрев, Христо Хролев и други. Скоро читалището става център не само на кукушката, но и на младежта от цяла Македония в София. Негови членове са и Никола Трайков, Симеон Кавракиров и други.
Читалището развива широка културно-просветна и обществена дейност. Образуван е читалищен хор под диригентството на Методи Дерменджиев. Изнасят се сказки, устройват се утра, вечеринки и различни културни мероприятия.
През пролетта на 1921 година читалището решава да издаде специален „Делчев лист“ в памет на Гоце Делчев. За уредници са определени Тома Бучков, А. Чичеклиев и Дим. Бучков, които търсят и получават съвети от Христо Смирненски за добрата уредба на изданието. Така за пръв път на Гергьовден 1921 година се издава „Гоцев лист“, във връзка с годишнината от смъртта на Гоце Делчев; редактор е Тома Бучков. С това се поставя началото на ежегодното честване на паметта на бележития вожд на революционното движение в Македония.
Младежите, групирани около читалище „Гоце Делчев“, не влизат в михайловисткия Македонски младежки съюз; поради това ръководството на съюза в таен диклад от 18 април 1925 година до задграничното представителство дори препоръчва да се разтури това читалище, „змийско гнездо“, тъй като в него били приютени всички младежи от Кукушко и Гевгелийско, по убеждение федералисти, комунисти и анархисти. Под натиск предоставилият безвъзмездно на читалището помещение Ставри Дуков е принуден да прогони младежите.
През 1932 година читалище „Гоце Делчев“ се обединява със създаденото в кв. „Разсадника“ читалище „Тодор Александров“, основано също от македонски бежанци, главно гевгелийци, но и други (включително кукушани), заселили се във възникналия след 1920 година беден квартал на запад от Коньовица чак до Захарна фабрика. Двете читалища са сродни по дух и дейност и читалище „Гоце Делчев“ предлага обединение, при условие обединеното читалище да носи името на Гоце Делчев – предложение, което е прието.